# FC Zubří
Football Club Zubří je český fotbalový klub z města Zubří, který byl založen v roce 1937 pod názvem SK Zubří. Od sezóny 2009/10 hrál I. A třídu Zlínského kraje, po sezoně 2017/18 se přihlásil o dvě soutěže níže do Okresního přeboru Vsetínska (8. nejvyšší soutěž).
Své domácí zápasy odehrává na stadionu Zubří.

## Historické názvy
Zdroj: 
- 1937 – SK Zubří (Sportovní klub Zubří)
- 19?? – TJ Ragum Zubří (Tělovýchovná jednota Ragum Zubří)
- 19?? – TJ Gumárny Zubří (Tělovýchovná jednota Gumárny Zubří)
- 1997 – FC Zubří (Football Club Zubří)
- 1999 – sloučení s TJ Rožnov pod Radhoštěm a faktický zánik klubu
- 2005 – obnovení klubu jako FC Zubří (Football Club Zubří)

## Umístění v jednotlivých sezonách
Zdroj: 
Legenda: Z - zápasy, V - výhry, R - remízy, P - porážky, VG - vstřelené góly, OG - obdržené góly, +/- - rozdíl skóre, B - body, červené podbarvení - sestup, zelené podbarvení - postup, fialové podbarvení - reorganizace, změna skupiny či soutěže
| Československo (1991 – 1993)                                              |                                        |        |                                                                  |                                                                  |                                                                  |                                                                  |                                                                  |                                                                  |                                                                  |                                                                  |        |
| Sezóny                                                                    | Liga                                   | Úroveň | Z                                                                | V                                                                | R                                                                | P                                                                | VG                                                               | OG                                                               | +/-                                                              | B                                                                | Pozice |
| 1991/92                                                                   | Středomoravský župní přebor            | 5      | 26                                                               | 10                                                               | 4                                                                | 12                                                               | 39                                                               | 45                                                               | −6                                                               | 24                                                               | 10.    |
| 1992/93                                                                   | Středomoravský župní přebor            | 5      | 26                                                               | 6                                                                | 5                                                                | 15                                                               | 34                                                               | 63                                                               | −29                                                              | 17                                                               | 14.    |
| Česko (1993 – )                                                           |                                        |        |                                                                  |                                                                  |                                                                  |                                                                  |                                                                  |                                                                  |                                                                  |                                                                  |        |
| Sezóny                                                                    | Liga                                   | Úroveň | Z                                                                | V                                                                | R                                                                | P                                                                | VG                                                               | OG                                                               | +/-                                                              | B                                                                | Pozice |
| 1993/94                                                                   | I. A třída Středomoravské župy – sk. A | 6      | 26                                                               | 9                                                                | 7                                                                | 10                                                               | 50                                                               | 41                                                               | +9                                                               | 25                                                               | 7.     |
| 1994/95                                                                   | I. A třída Středomoravské župy – sk. A | 6      | 26                                                               | 10                                                               | 5                                                                | 11                                                               | 46                                                               | 49                                                               | −3                                                               | 35                                                               | 6.     |
| 1995/96                                                                   | I. A třída Středomoravské župy – sk. A | 6      | 26                                                               | 8                                                                | 6                                                                | 12                                                               | 34                                                               | 64                                                               | −30                                                              | 30                                                               | 9.     |
| 1996/97                                                                   | I. A třída Středomoravské župy – sk. A | 6      | 26                                                               | 8                                                                | 5                                                                | 13                                                               | 40                                                               | 45                                                               | −5                                                               | 29                                                               | 11.    |
| ...                                                                       |                                        |        |                                                                  |                                                                  |                                                                  |                                                                  |                                                                  |                                                                  |                                                                  |                                                                  |        |
| Mužstvo bylo v letech 1999 – 2005 sloučeno s 1. VFC Rožnov pod Radhoštěm. |                                        |        |                                                                  |                                                                  |                                                                  |                                                                  |                                                                  |                                                                  |                                                                  |                                                                  |        |
| 2005/06                                                                   | I. B třída Zlínského kraje – sk. A     | 7      | 26                                                               | 7                                                                | 4                                                                | 15                                                               | 31                                                               | 58                                                               | −27                                                              | 25                                                               | 13.    |
| 2006/07                                                                   | I. B třída Zlínského kraje – sk. A     | 7      | 26                                                               | 10                                                               | 4                                                                | 12                                                               | 56                                                               | 48                                                               | +8                                                               | 34                                                               | 7.     |
| 2007/08                                                                   | I. B třída Zlínského kraje – sk. A     | 7      | 26                                                               | 15                                                               | 5                                                                | 6                                                                | 59                                                               | 33                                                               | +26                                                              | 50                                                               | 2.     |
| 2008/09                                                                   | I. B třída Zlínského kraje – sk. A     | 7      | 26                                                               | 17                                                               | 4                                                                | 5                                                                | 52                                                               | 22                                                               | +30                                                              | 55                                                               | 1.     |
| 2009/10                                                                   | I. A třída Zlínského kraje – sk. A     | 6      | 26                                                               | 8                                                                | 5                                                                | 13                                                               | 44                                                               | 50                                                               | −6                                                               | 29                                                               | 12.    |
| 2010/11                                                                   | I. A třída Zlínského kraje – sk. A     | 6      | 26                                                               | 10                                                               | 8                                                                | 8                                                                | 54                                                               | 41                                                               | +13                                                              | 38                                                               | 4.     |
| 2011/12                                                                   | I. A třída Zlínského kraje – sk. A     | 6      | 26                                                               | 10                                                               | 4                                                                | 12                                                               | 36                                                               | 49                                                               | −13                                                              | 34                                                               | 8.     |
| 2012/13                                                                   | I. A třída Zlínského kraje – sk. A     | 6      | 26                                                               | 9                                                                | 4                                                                | 13                                                               | 43                                                               | 58                                                               | −15                                                              | 31                                                               | 12.    |
| 2013/14                                                                   | I. A třída Zlínského kraje – sk. A     | 6      | 26                                                               | 8                                                                | 3                                                                | 15                                                               | 42                                                               | 63                                                               | −21                                                              | 27                                                               | 12.    |
| 2014/15                                                                   | I. A třída Zlínského kraje – sk. A     | 6      | 26                                                               | 7                                                                | 5 / 3                                                            | 11                                                               | 36                                                               | 38                                                               | −2                                                               | 34                                                               | 12.    |
| 2015/16                                                                   | I. A třída Zlínského kraje – sk. A     | 6      | 26                                                               | 9                                                                | 6 / 3                                                            | 8                                                                | 46                                                               | 52                                                               | −6                                                               | 42                                                               | 4.     |
| 2016/17                                                                   | I. A třída Zlínského kraje – sk. A     | 6      | 26                                                               | 11                                                               | 1 / 4                                                            | 10                                                               | 55                                                               | 50                                                               | +5                                                               | 39                                                               | 8.     |
| 2017/18                                                                   | I. A třída Zlínského kraje – sk. A     | 6      | Klub se odhlásil v průběhu sezony, jeho výsledky byly anulovány. | Klub se odhlásil v průběhu sezony, jeho výsledky byly anulovány. | Klub se odhlásil v průběhu sezony, jeho výsledky byly anulovány. | Klub se odhlásil v průběhu sezony, jeho výsledky byly anulovány. | Klub se odhlásil v průběhu sezony, jeho výsledky byly anulovány. | Klub se odhlásil v průběhu sezony, jeho výsledky byly anulovány. | Klub se odhlásil v průběhu sezony, jeho výsledky byly anulovány. | Klub se odhlásil v průběhu sezony, jeho výsledky byly anulovány. | 14.    |
| 2018/19                                                                   | Okresní přebor Vsetínska               | 8      | 26                                                               | 18                                                               | 5                                                                | 3                                                                | 69                                                               | 32                                                               | +37                                                              | 62                                                               | 1.     |
| 2019/20                                                                   | Okresní přebor Vsetínska               | 8      | 13                                                               | 10                                                               | 1                                                                | 2                                                                | 34                                                               | 11                                                               | +23                                                              | 31                                                               | 1.     |
| 2020/21                                                                   | Okresní přebor Vsetínska               | 8      | 6                                                                | 2                                                                | 3                                                                | 1                                                                | 15                                                               | 8                                                                | +7                                                               | 12                                                               | 5.     |
| 2021/22                                                                   | Okresní přebor Vsetínska               | 8      | 22                                                               | 13                                                               | 4                                                                | 5                                                                | 55                                                               | 33                                                               | +22                                                              | 43                                                               | 3.     |
| 2022/23                                                                   | Okresní přebor Vsetínska               | 8      | 22                                                               | 13                                                               | 4                                                                | 5                                                                | 51                                                               | 26                                                               | +25                                                              | 43                                                               | 1.     |
| 2023/24                                                                   | Okresní přebor Vsetínska               | 8      | 22                                                               | 11                                                               | 1                                                                | 10                                                               | 37                                                               | 38                                                               | −1                                                               | 34                                                               | 5.     |
| 2024/25                                                                   | Okresní přebor Vsetínska               | 8      | 11                                                               | 3                                                                | 2                                                                | 6                                                                | 19                                                               | 28                                                               | −9                                                               | 11                                                               | 9.     |

Poznámka:
- Od sezony 2014/15 se ve Zlínském kraji hraje tímto způsobem: Pokud zápas skončí nerozhodně, kope se penaltový rozstřel. Jeho vítěz bere 2 body, poražený pak jeden bod. Za výhru po 90 minutách jsou 3 body, za prohru po 90 minutách není žádný bod.
- 2019/20: Sezona nedohrána kvůli pandemii covidu-19.
- 2020/21: Sezona nedohrána kvůli pandemii covidu-19.

## Předsedové klubu
- 1937–1938: Ing. Rudolf Kortchak
- 1945–1951: František Petr
- 1952–1962: Josef Pernica
- 1963–1972: Vincenc Krupa
- 1973–1975: Pavel Pernica
- 1976–1980: Jaroslav Šimurda
- 1981–1987: Ing. Lubomír Vaculín
- 1988–1990: Milan Kleindorf
- 1991–1996: Jiří Polášek
- 1997–1998: Miroslav Pavlík
- 1998–1999: Josef Černý
- 1999–2005: Ing. Josef Bukovjan (sloučení Zubří+Rožnov p. R.)
- 2005–dosud: Robert Jurajda[5]